# Lachemilla loki-schmidtiae
Lachemilla loki-schmidtiae är en rosväxtart som beskrevs av J. Gaviria. Lachemilla loki-schmidtiae ingår i släktet Lachemilla och familjen rosväxter. Inga underarter finns listade i Catalogue of Life.